# Сердце друга (фильм, 1966)
«Сердце друга» — фильм 1966 года по мотивам одноимённой повести Э. Казакевича.

## Сюжет
История любви между командиром батальона Павлом Акимовым и военной переводчицей Аней Белозёровой. Акимов зарекомендовал себя хорошим командиром, и ему в батальон назначают переводчицу, лейтенанта Белозёрову. Уже тогда известно, что Павла переведут на Северный фронт. Великая Отечественная война разлучила влюблённых, но Павел всегда помнил об Анечке. Сражаясь на Северном фронте, он гибнет в Норвегии, не дожив до Победы и не увидев дочь.

## В ролях
- Владимир Фролов — Павел Гордеевич Акимов, капитан, комбат
- Алла Мещерякова — Анна Александровна Белозёрова, лейтенант-переводчик
- Алексей Чернов — Кондратий Герасимович Майборода
- Пётр Любешкин — майор Гаврилин, командир полка
- Валерий Малышев — капитан Лобзин
- Игорь Вулох — замполит Ремизов
- Валентина Ананьина — Наташа Соколова, знакомая Лобзина по переписке
- Сергей Папов — генерал Белозёров, отец Анны, главный хирург фронта
- Людмила Колпакова (в титрах А. Колпакова) — Аня, подруга Наташи Соколовой
- Вячеслав Жариков — моряк
- Леонид Довлатов — Погосян
- Гавриил Котожеков — связист
- Анатолий Салимоненко — капитан Дрозд
- Иван Власов — Орешкин